# Eluosi
Eluosi (kinesiska: 俄罗斯, 俄罗斯民族乡) är en socken i Kina. Den ligger i den autonoma regionen Inre Mongoliet, i den norra delen av landet, omkring 1 300 kilometer nordost om regionhuvudstaden Hohhot.